# Verwaltungsgemeinschaft Schönsee
Die Verwaltungsgemeinschaft Schönsee liegt im Oberpfälzer Landkreis Schwandorf und wird von folgenden Gemeinden gebildet:
1. Schönsee, Stadt, 2360 Einwohner, 50,28 km²
2. Stadlern, 521 Einwohner, 10,55 km²
3. Weiding, 466 Einwohner, 22,43 km²

Sitz der 1978 gegründeten Verwaltungsgemeinschaft ist Schönsee.